# Silvio Benco
Enea Silvio Benco (Trieste, 22 novembre 1874 – Turriaco, 9 mars 1949) est un écrivain, librettiste, journaliste et critique littéraire italien.

## Biographie
Bien qu'il ait commencé très tôt ses études, atteint d'une grave maladie osseuse, il les a suspendues une première fois, puis les a abandonnées complètement en 1890, trois ans après la mort de son père, en raison des problèmes économiques de la famille. Forcé de gagner sa vie, il travaille comme journaliste, sous les pseudonymes de "Falco" et "Iago", dans le journal irrédentiste triestin L'Indipendente (it), où il rencontre Italo Svevo et sa future épouse, l'écrivain Delia de Zuccoli, qu'il épouse en 1904 et avec qui il aura sa fille Aurélia (it) l'année suivante.
En 1903, il rejoint le journal Il Piccolo où il peut évoluer professionnellement et mieux exprimer ses idées politiques pro-italiennes. En 1913, avec quelques journalistes du même journal et de l'Indépendant, il a été parmi les promoteurs de la fondation de l'Association de la presse italienne à Trieste, une initiative courageuse étant donné que la ville faisait partie de l'Empire austro-hongrois.
Avec l'entrée de l'Italie dans la Première Guerre mondiale, Il Piccolo est supprimé et Benco - comme d'autres journalistes - est généreusement embauché par le journal socialiste de Trieste Il Lavoratore, ce qui ne l'oblige pas à changer de ligne Benco, surveillé par la police autrichienne, a été envoyé en détention à Linz en 1916, où il est resté jusqu'à la fin de la guerre en 1918. Cette même année 1918, avec Giulio Cesàri, il fonde le journal italien de Trieste, La Nazione dont il a été le premier directeur. Il est resté en fonction jusqu'à l'avènement du fascisme en 1923.
Candidat à l'Académie d'Italie, sa nomination a été rejetée par Benito Mussolini : Benco n'était pas membre du parti fasciste. En 1932, cependant, pour ses mérites dans la défense du caractère italien de Trieste, l'Académie elle-même lui décerna le prix Mussolini de littérature.
En 1943, à la chute de la dictature, il revient collaborer avec Il Piccolo, succédant et remplaçant Rino Alessi (it) mais, en septembre de la même année, à la suite de menaces des fascistes, il est contraint de se réfugier à Turriaco, une petite ville de la Vénétie julienne, où il est mort en 1949.
Ami de James Joyce, Benco a édité ses premiers articles, alors que Joyce travaillait comme professeur d'anglais à Trieste. D'ailleurs, en 1921, le premier en Italie, Benco a signalé dans un article le roman Ulysse de l'écrivain irlandais, l'une des œuvres les plus importantes de la littérature européenne du XXe siècle. Benco a écrit des essais sur Shakespeare, qu'il connaissait comme peu, sur Goethe, sur Tolstoï, Dostoïevski, Hugo, Wagner, Baudelaire, Poe, Ibsen, Maeterlinck, Chesterton , Kafka et autres. Il a laissé environ cinq mille écrits sur la politique, l'histoire, les coutumes, la critique théâtrale, la littérature, l'art, la musique. Un florilège de ces pages a été édité par U. Saba en 1922 sous le titre La corsa del tempo.

## Œuvres

### Livrets
- La falena. Leggenda in tre atti de Silvio Benco; musique de Antonio Smareglia, Trieste, Augusto Levi, 1897.
- Oceàna. Commedia fantastica de Silvio Benco; musique de Antonio Smareglia, Venise, Officine Grafiche C. Ferrari, 1901.
- Abisso. Dramma lirico in tre atti de Silvio Benco; musique de Antonio Smareglia, Trieste, Casa musicale Giuliana, 1913.
- Canossa. Scene per musica. Livret de Silvio Benco; musique de G. Francesco Malipiero. Rome, Armani & Stein, 1914.

### Théâtre
- L'uomo malato. Dramma in tre atti, 1916. Publié dans Silvio Benco, Teatro, édité par Paolo Quazzolo, Empoli, Ibiskos Editrice, 2006.
- La bilancia.Commedia in due atti, 1916. Publié dans Silvio Benco, Teatro, édité par Paolo Quazzolo, Empoli, Ibiskos Editrice, 2006.

### Essais et romans
- La fiamma fredda, Milan, Trèves, 1903.
- Il castello dei desideri, Milan, Trèves, 1906.
- Gli ultimi anni della dominazione austriaca a Trieste, Milan, Casa editrice Risorgimento, 1919. Comprend:

1. L'attesa
2. L'assedio
3. La liberazione
- Nell'atmosfera del sole, Milan, Caddeo, 1921.
- La corsa del tempo, Trieste, Susmel, 1922.
- Trieste, Florence, Nemi, 1932.
- Un secolo di vita del Lloyd triestino, 1836-1936, Trieste, Servizio stampa e propaganda del Lloyd triestino, 1936.
- Contemplazione del disordine, Udine, Del Bianco, 1946.
- Trieste e il suo diritto all'Italia, Bologne, Cappelli, 1952.
- Ricordi di Antonio Smareglia, Duino, Umana edizioni, 1968.

Depuis 2003, dans les  collections Opere di Silvio Benco et Archivio del '900, éditeur La Finestra editrice, sont apparues de nouvelles éditions de ses œuvres:
- La corsa del tempo, La Finestra editrice, Lavis 2003  (ISBN 88-88097-18-X).
- La morte dell'usignolo e gli altri libretti per Smareglia, La Finestra editrice, Lavis 2003  (ISBN 88-88097-47-3).
- Contemplazione del disordine, La Finestra editrice, Lavis 2004  (ISBN 978-88-95925-01-1).
- I romanzi : Il castello dei desideri, Nell'atmosfera del sole, La Finestra editrice, 2007  (ISBN 978-88-88097-37-4).
- Trieste, introduzione di Elvio Guagnini, La Finestra editrice, Lavis 2010  (ISBN 978-88-95025-07-0).

### Traductions, préfaces et éditions
- Umberto Saba, Poesie, préface de Silvio Benco, Florence, Casa editrice italiana, 1911.
- Jacopo Cavalli, Storia di Trieste : dalle origini alla guerra di redenzione, appendice de Silvio Benco, Milan, Risorgimento, 1915.
- Riccardo Pitteri, Discorsi per la Lega Nazionale. Raccolti e pubblicati per cura del Consiglio centrale della Lega Nazionale commemorazione di Silvio Benco, Roma, Editori Alfieri & Lacroix, 1922.
- Johann Wolfgang von Goethe, La missione teatrale di Guglielmo Meister, traduction de Silvio Benco, Milan, A. Mondadori, 1932.
- Johann Wolfgang von Goethe, Le affinità elettive, édité par Silvio Benco, Milan, A. Mondadori, 1957.